# ماركوس منديز
ماركوس منديز (بالإسبانية: Marcos Méndez)‏ هو لاعب كرة قدم نيكاراغوي، ولد في 10 أغسطس 1989 في Masatepe ‏ في نيكاراغوا. شارك مع منتخب نيكاراغوا لكرة القدم. أما مع النوادي، فقد لعب مع Diriangén FC ‏.

## وصلات خارجية
- ماركوس منديز على موقع الاتحاد الدولي (مؤرشف)  (الإنجليزية)
- ماركوس منديز على موقع قاعدة بيانات كرة القدم.إي يو (الإنجليزية)
- ماركوس منديز على موقع ناشيونال فوتبول تيمز (الإنجليزية)